# La Chapelle-d'Aligné
La Chapelle-d'Aligné là một xã thuộc tỉnh Sarthe trong vùng Pays-de-la-Loire tây bắc nước Pháp. Xã này có diện tích 33, 04 km2, dân số năm 2006 là 1342 người.
Các đô thị giáp ranh:
- Crosmières
- Le Bailleul
- Durtal
- Notre-Dame-du-Pé
- Précigné
- Louailles